# وارطان آنتانسیان
وارطان آنتانسیان (به ارمنی: Վարթան Անթանէսեան) ‏(۱۹۸۴–۱۹۴۸)، یک مستندساز، کارگردان، فیلم‌بردار و تهیه‌کننده ارمنی‌تبار اهل ایران بود که طی ۱۵ سال، بیش از یکصد برنامهٔ تلویزیونی را تهیه و کارگردانی کرد.

## زندگی‌نامه
وی در سال ۱۹۴۸ میلادی (۱۳۲۷ خورشیدی) در اراک زاده شد. تحصیلاتش را در مدرسه عالی تلویزیون و سینما و سپس در رشته کارگردانی دانشکده هنرهای دراماتیک دانشگاه تهران به پایان رساند. او از کارگردانان فعال سینمای ایران بود و فعالیت مستمری با گروه ورزش شبکه اول و به خصوص برنامه ورزش و مردم داشت. او علاوه بر کارگردانی فیلم‌های مستند در دانشکده صدا و سیما نیز تدریس می‌کرد.
فیلم‌های مستند جهان‌پهلوان تختی، کشتی کج گردان ۱۹۸۴ (۱۳۶۳) و لوچو ۱۹۸۲ (۱۳۶۱) حاصل همکاری‌اش با ورزش است که فیلم اخیر در جشنواره فیلم‌های ورزشی ترنتینو، ایتالیا ۱۹۸۳ (۱۳۶۲) به نمایش درآمد و برندهٔ «دیپلم افتخار» شد.
وی همچنین کارگردان فنی برنامه‌های سرگرمی تلویزیون و برنامه‌های ویژه چهارم آبان به مناسبت تولد محمدرضا شاه پهلوی بود که از تلویزیون ملی پخش می‌شد.
وارطان آنتانسیان در ۱۹۸۴ (۱۳ اسفند ۱۳۶۲) در سن ۳۶ سالگی بر اثر ابتلا به بیماری سرطان درگذشت.